# NGC 499
NGC 499 é uma galáxia elíptica (E-S0) localizada na direcção da constelação de Pisces. Possui uma declinação de +33° 27' 35" e uma ascensão recta de 1 horas, 23 minutos e 11,5 segundos.
A galáxia NGC 499 foi descoberta em 12 de Setembro de 1784 por William Herschel.